# Main-Kinzig járás
Main-Kinzig-Kreis egy járás Hessenben. Main-Kinzig járás Frankfurt am Main, Fulda, Bad Kissingen, Main-Spessart, Aschaffenburg, Vogelsbergkreis, Wetteraukreis, Offenbach am Main és Offenbach járásokkal határos. Lakosainak száma 418 950 fő.

## Népesség
A járás népessége az elmúlt években az alábbi módon változott:

| 2014 | 407 619 |

## Városok és községek
| Városok 1. Bad Orb 2. Bad Soden-Salmünster 3. Bruchköbel 4. Erlensee 5. Gelnhausen 6. Hanau 7. Langenselbold 8. Maintal 9. Nidderau 10. Schlüchtern 11. Steinau an der Straße 12. Wächtersbach | Községek 1. Biebergemünd 2. Birstein 3. Brachttal 4. Flörsbachtal 5. Freigericht 6. Großkrotzenburg 7. Gründau 8. Hammersbach 9. Hasselroth 10. Jossgrund 11. Linsengericht 12. Neuberg 13. Niederdorfelden 14. Rodenbach 15. Ronneburg 16. Schöneck 17. Sinntal Gemeindefreies Gebiet 1. Gutsbezirk Spessart |